# Per Karl Hjalmar Dusén
Per Karl Hjalmar Dusén ( * 1855 - 1926 ) fue un ingeniero civil, botánico, pteridólogo, briólogo, paleobotánico y explorador sueco. Realizó expediciones botánicas a África, Groenlandia, Sudamérica.
Entre 1890 a 1892, Dusén recolecta cerca de 560 fósiles de hojas preservadas en basalto en los alrededores del Monte Camerún , en las costas oestes de Camerún. Posteriormente, esos fósiles son estudiados por el paleobotánico alemán Paul J. Menzel (1864-1927). 
Tanto Dusén como Menzel se refirieron a esas plantas fósiles que aún perviven en Camerún.
Sus importantísimas colecciones botánicas, en 1945 el Jardín Botánico de Nueva York adquiere el herbario de la Princeton University, donde se conservaban las colecciones briológicas de Dusén.

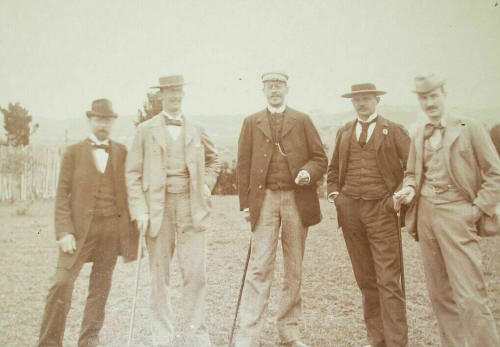
"Pablo" Dusén (izquierda) con Juan Steffen (medio) en 1897 en Chile

## Honores
Más de 200 especies se nombraron en su honor, entre ellas:
- (Acanthaceae) Acanthus dusenii C.B.Clarke
- (Acanthaceae) Justicia dusenii (Lindau) Wassh. & L.B.Sm. in Reitz
- (Anacardiaceae) Trichoscypha dusenii Engl.
- (Annonaceae) Guatteria dusenii R.E.Fr.
- (Apiaceae) Azorella dusenii H.Wolff
- (Apiaceae) Centella dusenii Nannf.
- (Apiaceae) Trachymene dusenii (Domin) B.L.Burtt
- (Aspleniaceae) Asplenium dusenii Luerss.

- La abreviatura «Dusén» se emplea para indicar a Per Karl Hjalmar Dusén como autoridad en la descripción y clasificación científica de los vegetales.[3]